# Língua goemai
O goemai é também conhecido como gamai pelos seus falantes ou, externamente ao grupo étnico, em especial em literaturas antigas, como ankwe, ankwai e ankwei. É uma língua da família afro-asiática, pertencente ao ramo chádico ocidental, falada pelo povo goemai, que se localiza em uma região conhecida como Grandes Planícies Muri, ao sul do Planalto de Jos e ao norte do rio Benué, no estado de Plateau, na Nigéria.
A língua é falada por cerca de 380.000 nativos e, desde 2007, incorpora o alfabeto latino para sua escrita. A UNESCO classifica o goemai como "definitivamente sob ameaça", em virtude da preferência crescente pelo uso do hauçá, língua franca regional e idioma subsaariano com maior número de falantes, presente nos espaços administrativos, religiosos e educacionais. Atualmente, as gerações goemai mais velhas são fluentes no idioma nativo, mas os falantes de meia idade apresentam influência considerável do hauçá, e os mais jovens o utilizam como principal e, por vezes, única língua de comunicação.  O inglês, idioma nacional oficial da Nigéria, não possui relevância expressiva entre a população goemai.

## Etimologia
A origem dos termos goemai e ankwe é incerta, existindo apenas especulações sobre seus significados.
O endônimo goemai (de pronúncia [gə̀mâi]), usado pelos nativos para descreverem sua língua e seu povo, provavelmente deriva do nominalizador singular gòe- e do radical desconhecido mái. Esse radical é registrado apenas na palavra mòemâi, que significa "pessoas" ou "estranhos" e contém o nominalizador plural mòe-. É provável que essas palavras estejam relacionadas, apesar de diferirem semanticamente. Além disso, o uso do termo goemai não é mais restrito ao singular, ao contrário do que o prefixo sugere. A escrita da palavra goemai tem origem nos anos 30 do século XX, quando missionários que atuaram em grupos goemai em Shendam, uma cidade de Plateau, adotaram a ortografia oe para representar a vogal central média ə.
O exônimo ankwe e suas variações ankwai e ankwei, usados por pessoas de fora da comunidade, principalmente em documentos históricos, para se referir à língua e ao povo goemai, não são similares a nenhuma outra palavra em goemai. Popularmente, é dito que têm sua origem na palavra hauçá akwai, que significa "existe". Diz-se que a terra da região era tão fértil que os goemai respondiam àkwái "(sim), existe" sempre que os primeiros europeus perguntavam se uma determinada cultura era cultivada ali.

## Distribuição

### Classificação
O goemai é uma língua angas-goemai do grupo chádico ocidental A, que pertence ao ramo chádico do grupo afro-asiático.
Por muito tempo, o grupo angas-goemai foi deixado sem classificação, devido à dificuldade encontrada pelos autores para definir genealogicamente línguas faladas em uma região que constitui uma área linguística de convergência, em que idiomas apresentam características semelhantes em decorrência da proximidade geográfica. Além disso, é um grupo dividido em ramos norte e sul, sendo que a maior parte das gramáticas e dos dicionários produzidos sobre essas línguas são referentes ao ramo norte, enquanto, no ramo sul, apenas o goemai foi documentado.

### Distribuição Geográfica
Os falantes da língua goemai se concentram em vilas ao longo da região de planícies de savana ao sul do Planalto de Jos e ao norte do rio Benué, uma área geográfica conhecida como Grandes Planícies Muri. Essa localização está sob jurisdição do estado de Plateau, que abrange a região central da Nigéria, e, especificamente, das áreas de governo local de Shendam e de Qua'an Pan, que são as principais cidades do povo goemai. Existem algumas comunidades em áreas de governo local (municípios) próximas e em Jos, capital de Plateau.
A divisão dialetal em áreas do goemai também corresponde a uma divisão política e geográfica do território ocupado pelo povo. As unidades administrativas e os dialetos são Duut, Ankwe Oriental (ou Derteng), Dorok e K'wo.
O goemai é uma das principais línguas indígenas de Plateau, mas seu uso e sua distribuição estão diminuindo rapidamente em virtude da presença cada vez maior do hauçá, uma língua chádica que, apesar de não ser adotada oficialmente por nenhum país, é um dos principais idiomas africanos e o maior da África Subsaariana em número de falantes. O hauçá está sendo usado de maneira crescente nas esferas administrativa, religiosa e educacional, além de estar presente em interações com vizinhos que não falam o goemai. Além disso, o hauçá se tornou a língua utilizada para comunicação em grupos mais jovens e é ensinado para crianças nos povoados maiores como primeiro e, muitas vezes, único idioma. É comum que os goemai dominem mais de uma língua local, já que estão em contato constante com outros grupos étnicos que se assentaram em áreas próximas e com imigrantes não goemai que vivem nas vilas. Essa troca cultural explica, também, a preferência pelo hauçá, considerado idioma franco regional. Na Nigéria, o inglês é a linguagem oficial e é, ainda, dominante nos âmbitos públicos e educacional, mas não possui influência expressiva sobre os goemai.

### Dialetos
O goemai apresenta quatro dialetos: duut, ankwe oriental (ou derteng), dorok e k'wo. Esses dialetos são mutualmente inteligíveis e apresentam diferenças apenas fonológicas e lexicais. Nenhum deles é considerado padrão em relação aos outros, mas o duut e o k'wo têm ganhado mais força em virtude da magnitude política da cidade de Shendam, área duut, e da influência do catecismo k'wo.

## Fonologia

### Consoantes
A tabela compila os fonemas e tonemas (escritos entre //), sons não fonêmicos (escritos entre []) e suas ortografias (escritos livremente). Todas as consoantes em goemai podem aparecer em posições iniciais da sílaba, mas algumas são impedidas de aparecer na posição final da sílaba. Goemai tem um contraste de quatro vias em seu inventário plosivo e um contraste de três vias em seu inventário fricativo. Destaca-se o contraste de Goemai entre sons fricativos aspirados e não aspirados, o que é raro entre as línguas em geral.
|                |                    | Labial | Labial | Alveolar | Alveolar | Palatal | Palatal | Velar | Velar   | Glotal | Glotal |
| -------------- | ------------------ | ------ | ------ | -------- | -------- | ------- | ------- | ----- | ------- | ------ | ------ |
| Plosiva        | Aspirada surda     | /pʰ/   | p      | /tʰ/     | t        |         |         | /kʰ/  | k       |        |        |
| Plosiva        | Não-aspirada surda | /p/    | p'     | /t/      | t'       |         |         | /k/   | k'      | [ʔ]    | '      |
| Plosiva        | Sonora             | /b/    | b      | /d/      | d        |         |         | /g/   | g       |        |        |
| Plosiva        | implosiva          | /ɓ/    | b'     | /ɗ/      | d'       |         |         |       |         |        |        |
| Fricativa      | Aspirada surda     | /fʰ/   | f      | /sʰ/     | s        | /ʃʰ/    | sh'     |       |         |        |        |
| Fricativa      | Não aspirada surda | /f/    | f'     | /s/      | s'       | /ʃ/     | sh'     |       |         | /h/    | h      |
| Fricativa      | Sonora             | /v/    | v      | /z/      | z        | /ʒ/     | j       |       |         |        |        |
| Nasal oclusiva | Nasal oclusiva     | /m/    | m      | /n/      | n        |         |         | /ŋ/   | ngh, ng |        |        |
| Líquida        | Lateral            |        |        | /l/      | l        |         |         |       |         |        |        |
| Líquida        | Vibrante           |        |        | /r/      | r        |         |         |       |         |        |        |
| Semivogal      | Semivogal          | /w/    | w, u   |          |          | /j/     | y, i    |       |         |        |        |

### Vogais
Goemai tem onze fonemas vogais, dos quais quatro são curtos e sete são longos. Ortograficamente, as vogais longas são representadas pela duplicação do símbolo de vogal. Goemai também contém vários sons de vogais que não são fonêmicos, mas ocorrem alofonicamente, mostrados entre colchetes na tabela. Na tabela, os sons são representados à esquerda em IPA e à direita usando a ortografia de goemai. Todas as vogais podem ocorrer nas sílabas de tipo CV(V)C, apenas uma parte em sílabas de tipo V(V)C e a distinção entre vogais curtas e longas é neutralizada em sílabas do tipo CV.
|       |                | Anterior não arredondada | Anterior não arredondada | Central | Central | Posterior arredondada | Posterior arredondada |
| ----- | -------------- | ------------------------ | ------------------------ | ------- | ------- | --------------------- | --------------------- |
| Curta | Fechada;       | /i/                      | i                        | [ʉ]     | u       | /u/                   | u                     |
| Curta | Medial;        | [e]                      | e                        | /ə/     | e, oe   | [o], [ɔ]              | o                     |
| Curta | Aberta;        |                          |                          | /a/     | a       |                       |                       |
| Longa | Vogal fechada; | /iː/                     | ii                       | /ʉʉ/    | uu      | /uu/                  | uu                    |
| Longa | Meio fechada;  | /eː/                     | ee                       |         |         | /oo/                  | oo                    |
| Longa | Meio aberta;   |                          |                          |         |         | /ɔɔ/                  | oo                    |
| Longa | Aberta         |                          |                          | /aː/    | aa      |                       |                       |

Goemai possui um conjunto limitado de ditongos, que não são lexicalmente frequentes, sendo esses [au], [ou], [ai], [ei] e [oi]. A segunda vogal só pode ser [u] ou [i] e, ao contrário das vogais longas, esses ditongos não podem ocorrer no caso de uma consoante na posição final da sílaba.

### Tons
Goemai é uma língua tonal que possui dois tons de altura (alto e baixo), que podem ser combinados em uma sílaba para formar um único tom, dois tons de contorno (ascendente e decrescente) e um declive (downstep) previsível. O tom pode ser a única característica contrastiva entre as palavras em goemai, como mostrado no seguinte par mínimo:  ʃé  "pé / perna" (s.) versus  ʃè  "aprender / ensinar" (v.).
O tom médio não é um tom básico de goemai e só aparece como resultado de assimilação ou de outros processos fonológicos. Além disso, embora existam palavras que são postuladas para ter um tom ascendente subjacente, esse tom não pode aparecer em uma única sílaba e está sempre espalhado em várias sílabas.

### Sílaba
A estrutura silábica do goemai pode assumir as formas CV, CVC, CVVC e N. Em sílabas da forma CVVC, o VV representa um único som de vogal longo. A primeira consonante da sílaba pode ser modificada por mecanismos secundários de labialização, de palatalização e de pré-nasalização. As sílabas da forma N podem ocorrer quando a pré-nasalização de um som se manifesta como uma nasal silábica, sendo mais comum com o prefixo / ⁿ- /, que atua como um adverbializador quando afixado em verbos e como locativo quando afixado a substantivos. Goemai tem um número pequeno de sílabas que se iniciam com vogal, que são precedidas foneticamente por uma parada glotal.

## Ortografia
O goemai foi uma língua exclusivamente falada até 2007, quando passou a ser escrita com uma versão do alfabeto latino. O acento agudo ( ´ ) representa o tom alto e o acento grave ( ` ) representa o tom baixo. O símbolo ( -ʰ ), que representa aspiração, ɖ e ɓ, não apresentam correspondência em português.
| Símbolo | IPA       | Correspondência          |
| ------- | --------- | ------------------------ |
| a       | [a]       | bala                     |
| b       | [b]       | bala                     |
| b'      | [ɓ]       | -                        |
| d       | [d]       | dado                     |
| d'      | [ɖ]       | -                        |
| e       | [e] / [ə] | semáforo/ comma (inglês) |
| f       | [fʰ]      | -                        |
| f'      | [f]       | fase                     |
| g       | [g]       | gato                     |
| h       | [h]       | rato                     |
| i       | [i]       | dia                      |
| j       | [ʒ]       | já                       |
| k       | [kʰ]      | -                        |
| k'      | [k]       | cores                    |
| l       | [l]       | lua                      |
| m       | [m]       | mesa                     |
| n       | [n]       | ano                      |
| ng(h)   | [ɳ]       | singer (inglês)          |
| o       | [ɔ] / [o] | formosa/formoso          |
| o       | [ɔ]       | avó                      |
| oe      | [ə]       | comma (inglês)           |
| p       | [p]       | peito                    |
| r       | [r]       | raro                     |
| s       | [sʰ]      | -                        |
| s'      | [s]       | saco                     |
| sh      | [ʃʰ]      | -                        |
| sh'     | [ʃ]       | chave                    |
| t       | [tʰ]      | -                        |
| t'      | [t]       | tempo                    |
| u       | [u]       | rua                      |
| u       | [ʉ]       | -                        |
| v       | [v]       | vaca                     |
| w       | [w]       | mal                      |
| y       | [j]       | yes (inglês)             |
| z       | [z]       | casa                     |

## Gramática

### Morfologia
Goemai é classificado como uma língua isolante, o que significa que a grande maioria dos morfemas consiste em uma única sílaba e a grande maioria das palavras consiste em um único morfema. Apesar de infrequentes, algumas palavras polimorfêmicas são atestadas em goemai e podem ser formadas por meio de vários processos regulares, como afixação, reduplicação e composição. As palavras polissilábicas são bem menos frequentes que as palavras monossílabas, mas existem na língua. Mais comumente, as palavras polissílabas são da forma  CV.CVC , onde a primeira consoante pode ser submetida a articulação secundária.
Dada a sua natureza em grande parte isolante, as classes de palavras são identificadas com base em critérios sintáticos, ou seja, com base em possibilidades distributivas e combinatórias. Sua identificação é auxiliada por uma certa rigidez sintática, já que o goemai tem uma ordem fixa de palavras e constituintes. As classes de palavras abertas são substantivos, verbos e advérbios. Em goemai, não existe uma classe de palavras de adjetivos não derivados. 
Os substantivos geralmente não possuem marcação morfológica para caso, número, gênero e classe. Existem várias exceções a essa tendência geral. Por exemplo, várias palavras relacionadas a pessoas e partes do corpo são marcadas por números, assim como a maioria das palavras emprestadas da língua hauçá.
Em goemai, alguns advérbios são formas básicas não derivadas, enquanto outras são derivadas de verbos por meio de afixação ou de cliticização. Apenas os advérbios não derivados podem ser modificados por modificadores nominais.

### Pronomes
Os pronomes em goemai não se distinguem em caso, ou seja, se diferenciam na posição de sujeito, objeto e adjunto apenas pela posição na frase e pelos tons. Para formar o possessivo e o reflexivo, se ligam a partículas que significam "próprio" e "corpo" respectivamente.
Os pronomes pessoais livres, ou independentes, são categorizados como substantivos, já os pronomes dependentes se ligam aos verbos e, por isso, não são substantivos. 
|          | 1ª pessoa | 2ª pessoa masculino | 2ª pessoa feminino | 3ª pessoa |
| -------- | --------- | ------------------- | ------------------ | --------- |
| Singular | hěn       | gǒe                 | yǒe/yǐ             | ní        |
| Plural   | měn       | gwěn                | gwěn               | muěp      |

|          | 1ª pessoa | 2ª pessoa masculino | 2ª pessoa feminino | 3ª pessoa |
| -------- | --------- | ------------------- | ------------------ | --------- |
| Singular | hěn/n     | gǒe                 | yǐ                 | ní/Ø      |
| Plural   | mǒe       | gǔ                  | gǔ                 | muěp/uěp  |

### Verbos
Os verbos em goemai não são derivados de nenhuma outra classe gramatical, ou seja, não há mecanismos para transformar outras palavras em verbos e nem marcações morfológicas que indicam uma palavra verbal. Em concordância com a característica isolante da língua, é raro que os verbos se juntem a outros morfemas e, portanto, não apresentam conjugação. Embora os verbos sejam morfemas únicos, as frases apresentam partículas livres que marcam tempo, aspecto e modo. Apesar disso, aproximadamente 10% do léxico verbal indica número de maneira irregular, distinguindo singular e plural.

#### Tempo
O goemai apresenta quatro tempos verbais, marcados na frase por quatro partículas diferentes que, de acordo com o contexto, podem indicar um tempo específico ou não:
- dǒk - dia antes de ontem; qualquer tempo antes disso.
- dyén - ontem.
- d'ín - hoje mais cedo; passado recente.
- d'á - amanhã; algum dia.

Quando a frase não apresenta partícula de marcação temporal, alguns verbos pressupõem presente e outros pressupõem passado. É comum que, em uma fala, apenas a primeira frase estabeleça uma referência de tempo e as outras omitam a partícula até que a sequência temporal mude. 

#### Aspecto e Modo
O goemai distingue o aspecto nas seguintes categorias: progressivo, habitual, durativo, anterior e resultativo. Além disso, a língua distingue modo subjuntivo, imperativo, permissivo, subjuntivo focado e subjuntivo negativo. Existem diferentes estratégias para explicitá-los na frase, como o uso de partículas aspectuais e expressões verbais locativas.

### Formação de Palavras

#### Afixos
Os afixos são incomuns em goemai, e aqueles que existem são predominantemente prefixos, que devem assumir a forma CV, a menos que consistam em apenas um. Dois dos afixos mais comuns são os afixos "gòe-", que é usado como um nominalizador, e "N-" (uma única nasal combinando com o local da seguinte consoante), que é usado como um adverbializador.
Enquanto existem muitos de sufixos e infixos, eles são quase sempre usados de forma não produtiva como marcadores plurais. Cerca de 10% dos verbos de Goemai marcam o número dessa maneira, enquanto a maioria dos outros verbos na língua não apresentam nenhuma marca.

##### Clíticos
O goemai possui uma grande quantidade de clíticos, que são usados para a formação de palavras numa distribuição mais ampla do que os afixos. Como prefixos, a maioria dos clíticos assume a forma CV. Goemai tem proclíticos e enclíticos, embora em goemai, qualquer cíitico possa igualmente estar sozinho como uma palavra por si próprio.
A maioria dos clíticos em goemai são frasais, incluindo os clíticos muito comuns '' hòe '' "exatamente", e '' kò = '' "todos / cada".
Modificadores como '' là = '', o diminutivo singular e '' = hok '', o determinante definido, podem se ligar a frases nominais como clíticos. Partículas de pergunta tipicamente se manifestam como enclíticas no final de uma frase.

##### Reduplicação
Em goemai, a reduplicação é tipicamente parcial, embora a reduplicação total exista em certas situações. A reduplicação confere diferentes significados dependendo da palavra que está sendo modificada. Às vezes, quantificadores ou advérbios são reduplicados para indicar maior intensidade, como no caso de '' zòk '' ("generoso") sendo totalmente reduplicado como '' zòkzòk '' ("muito, muito generoso "). Os numerais podem ser reduplicados para indicar que o número é dividido ao longo de um período de tempo ou distribuído por várias entidades ou grupos, como em '' k'ún '' ("três") sendo reduplicado como '' k'ún k'ún '' ("três cada").
Em certas situações, como no caso de modificar palavras relacionadas à localização ou à distância, as formas reduplicadas não diferem no significado da forma base, como em "séng" ("longe") sendo parcialmente reduplicada para "soè-séng" ("longe"). Em tais casos, há uma distinção entre reduplicação parcial, que resulta no mesmo significado da forma base, e reduplicação total, que intensifica o significado. Em vez da reduplicação completa de uma palavra, frases inteiras podem ser reduplicadas para um efeito intensificador similar.

##### Composição
Palavras polissílabas são às vezes formadas pela combinação de duas palavras existentes por meio de composição, como na palavra de duas sílabas  hàːm.ʃíŋ  ("mingau"), que é formada a partir das duas palavras de sílaba simples "hàːm" ("água ") e  ʃíŋ ("mistura").

### Sintaxe

#### Ordem da frase
Goemai apresenta uma ordem de frase estrita Sujeito-Partícula(s) Tempo/Modo/Aspecto-Verbo-Objeto-Advérbio. 

#### Frases transitivas
Exemplos:
Fuán máng p'áng
coelho pegar pedra
" O coelho pegou uma pedra "
Muèp d'án nì
(terceira pessoa do plural) cozinhar (terceira pessoa do singular)
" Eles fervem isso"
Muèp dók yà fuán
Eles (partícula de passado) pegar coelho
"Eles pegaram o coelho"

#### Frases intransitivas
Em frases intransitivas, a ordem básica e estrita das palavras é SV, como se segue:
Hèn=lùùt
eu= ter medo(SG)
"Eu estava com medo."

## Vocabulário

### Provérbio
Goemai
Gòemâi d'á búk dé-góe n-k'wál k'wál, muèp d'á zèm dé-gòe n-s'ók k'wál=hók s'à ndóe=gùrùm, k'wám muèp bá k'óelèng, muèp shín sh'ìt góe s'ém k'wál.
Português
"Quando os goemai se reúnem para conversar, quando querem manter sua fala em segredo, para que os ouvidos de outra pessoa não os ouçam, então eles recorrem a provérbios."

### Números
O sistema numérico goemai tem base vinte e sub-bases cinco e dez. Nos dias atuais, os falantes geralmente recorrem a empréstimos do hauçá para todos os numerais acima de vinte.
| Goemai                  |    |
| ----------------------- | -- |
| gòemé                   | 1  |
| vél                     | 2  |
| k'ún                    | 3  |
| f'ér                    | 4  |
| páát                    | 5  |
| pòemóe                  | 6  |
| pòevél                  | 7  |
| pùk'ún                  | 8  |
| pòef'ár                 | 9  |
| s'ar                    | 10 |
| s'ár shìk'à gòemé       | 11 |
| yàgùrùm                 | 20 |
| yàgùrùm shìk'à gòemé    | 21 |
| yàgùrùm shìk'à s'ár     | 30 |
| yàgùrùm vél             | 40 |
| yàgùrùm vél shìk'à s'ár | 50 |